# Sedlo (Klíny)
Sedlo (deutsch Zettl) ist ein Ortsteil der Gemeinde Klíny in Tschechien.

## Geographie

### Lage
Sedlo liegt fünfeinhalb Kilometer nordwestlich von Horní Litvínov am Südabfall des Erzgebirges. Nördlich erhebt sich der Černý vrch (889 m), im Nordosten der Studenec (878 m), die Loučná (956 m) und die Střelná (868 m), östlich der Holubí vrch (Nitschenberg, 716 m), im Südwesten der Hřeben (687 m) und die Jeřabina (788 m), westlich der Větrný vrch (800 m) sowie im Nordwesten der Mračný vrch (Göhrenberg, 852 m). Gegen Osten liegt das vom Bílý potok gebildete tiefe Tal Šumný důl (Rauschengrund). Südwestlich liegt die Talsperre Janov.
Nachbarorte sind Fláje und Jiřík im Norden, Dlouhá Louka im Nordosten, Meziboří im Osten, Litvínov Osada, Horní Litvínov und Šumná im Südosten, Horní Ves und Lounice im Süden, Křižatky und Mikulovice im Südwesten, Mníšek im Westen sowie Rašov und Klíny im Nordwesten.

### Ortsgliederung
Die Fluren von Sedlo gehören anteilig zu den Katastralbezirken Klíny I und Rašov u Litvínova.

## Geschichte

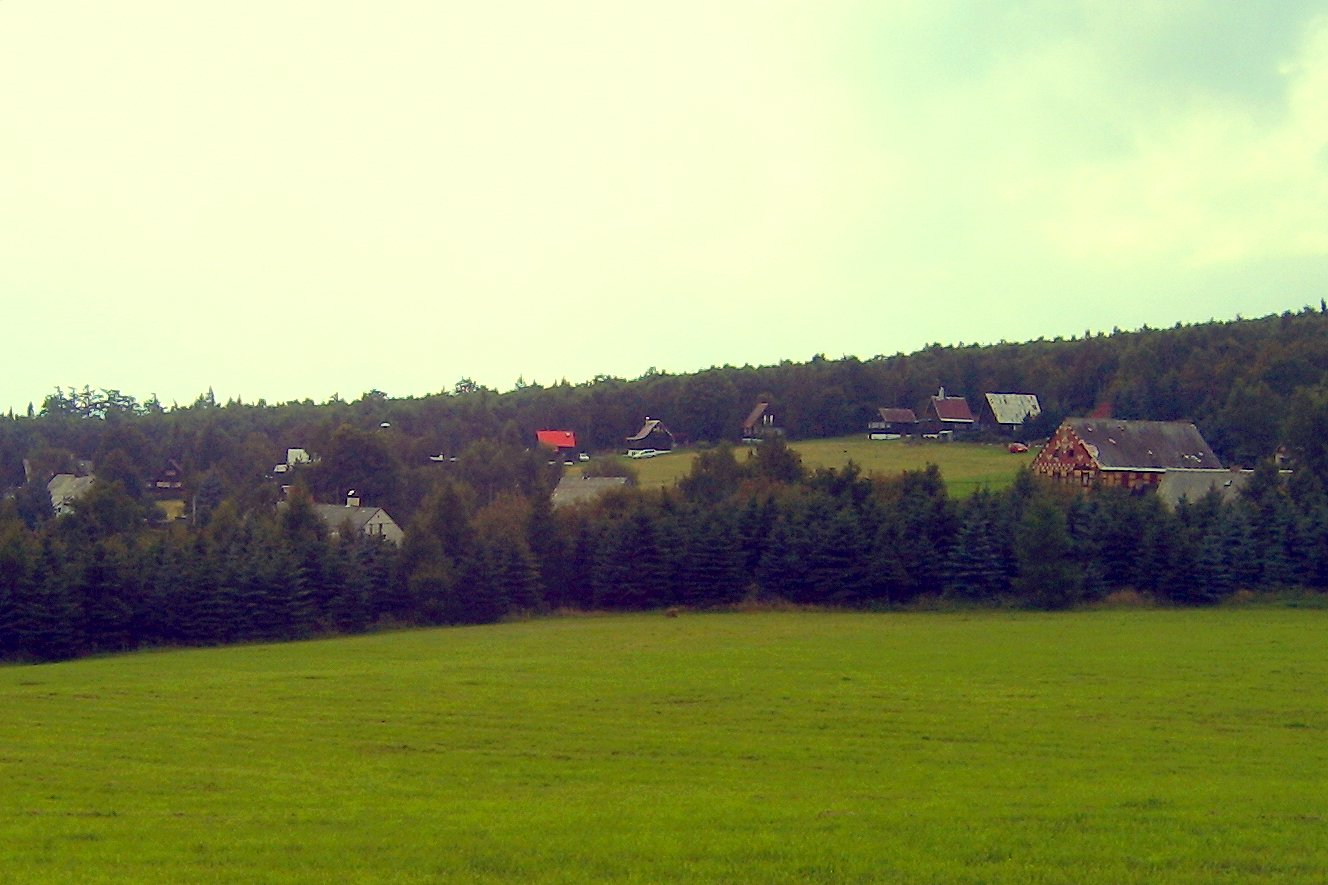
Ortsansicht

Die erste urkundliche Erwähnung von Sattelin erfolgte am 15. Juni 1352, als Winkler von Geiersberg die Siedlung an den Ossegger Abt Franz I. verkaufte. Seinen Namen erhielt der als bergmännische Siedlung angelegte Ort nach seiner Lage auf dem Sattel zwischen dem Ludersberg und dem Nitschenberg. Später wurde das Dorf der königlichen Burg Hněvín zugeschlagen und mit dieser 1595 an die Stadt Brüx verkauft. 1640 wurde Zettl von Obergeorgenthal aus pastorisiert. Am 16. Juli 1666 erwarb Johann Friedrich von Waldstein das Dorf und schloss es an seine Herrschaft Dux an. 1680 erhob er die Herrschaften Dux und Oberleutensdorf zum Familienfideikommiss. Im Laufe der Zeit wurde der Ort auch als Sattelein, Sattel bzw. Zettel bezeichnet. Die Einwohner ernährten sich nach dem Niedergang des Bergbaus von Land- und Forstwirtschaft. Einige waren Tagelöhner. Ab dem 19. Jahrhundert arbeiteten viele in den Textilmanufakturen in Oberleutensdorf oder im Kohlebergbau in Brüx. Zettl gehörte zu den Dörfern, die sich nach der Zeit der Hussiten nicht nennenswert vergrößerten. Im Jahre 1831 bestand Zettel aus elf Häusern mit 73 deutschsprachigen Einwohnern. Pfarrort war Ober-Leitensdorf. Bis zur Mitte des 19. Jahrhunderts blieb Zettel der Fideikommissherrschaft Dux untertänig.
Nach der Aufhebung der Patrimonialherrschaften bildete Zettl/Cetl ab 1850 einen Ortsteil der Marktgemeinde, ab 1852 Stadt Oberleutensdorf im Leitmeritzer Kreis und Gerichtsbezirk Brüx. Ab 1868 gehörte das Dorf zum Bezirk Brüx. 1876 löste sich Zettl von Oberleutensdorf los und wurde zum Ortsteil von Göhren. Ab 1905 gehörte Zettl zum neugebildeten Gerichtsbezirk Oberleutensdorf. Der tschechische Ortsname Sedlo wurde 1924 eingeführt. Infolge des Münchner Abkommens wurde das Dorf 1938 dem Deutschen Reich zugeschlagen und gehörte bis 1945 zum Landkreis Brüx. Nach dem Ende des Zweiten Weltkrieges kam Sedlo zur Tschechoslowakei zurück und die deutschböhmische Bevölkerung wurde vertrieben. 1948 wurde Sedlo dem Okres Litvínov zugeordnet, seit dessen Aufhebung im Jahre 1961 gehört Sedlo wieder zum Okres Most. Im letzten Viertel des 20. Jahrhunderts erfolgte zunehmend der Wegzug in das infrastrukturell gut erschlossene Ballungsgebiet Litvínov am Gebirgsfuß oder in die neue Planstadt Meziboří.
Sedlo wurde in dieser Zeit zu einer Erholungssiedlung aus Ferienhäusern, am westlichen Ortsrand entstand eine Bungalowsiedlung.

## Entwicklung der Einwohnerzahl
| Jahr | Einwohnerzahl |
| ---- | ------------- |
| 1869 | 73            |
| 1880 | 72            |
| 1890 | 68            |
| 1900 | 74            |
| 1910 | 72            |

| Jahr | Einwohnerzahl |
| ---- | ------------- |
| 1921 | 51            |
| 1930 | 62            |
| 1950 | 14            |
| 1961 | 24            |
| 1970 | 27            |

| Jahr | Einwohnerzahl |
| ---- | ------------- |
| 1980 | 13            |
| 1991 | 5             |
| 2001 | 10            |
| 2011 | 14            |